# Menševizující idealismus
Menševizující idealismus (rusky меньшевиствующий идеализм) či děborismus je označení, které v roce 1930 vymyslel Stalin pro filozofa Abrama Děborina a jeho přívržence, do té doby označované jako dialektici. Děborinovu školu stalinisté označili za revizionistickou, obvinili ji z řady omylů a její přívrženci přišli o své pozice v sovětské filozofii. Šlo o významný krok ve formulaci a nastolení Stalinovy interpretace marxismu, jež v podobě marxisticko-leninistického dogmatismu pak v Sovětském svazu převládala až do Gorbačovovy perestrojky.
Kampaň s cílem diskreditovat Děborinovu skupinu otevřela počátek stalinizace sovětské filozofie. V 20. letech Děborin stál v čele časopisu Pod praporem marxismu a jeho stoupenci řídili většinu filozofických institucí v Sovětském svazu. Když Stalin obvinil Děborina z propagace menševizujícího idealismu, přišel Děborin o své vedoucí pozice a do čela sovětské filozofie se postavil Pavel Judin se svými lidmi, jež ve 40. letech vystřídala Alexandrovova skupina.

#### Primární
v češtině
- SUVOROV, Lev, 1976. Rozvíjení dialektického materialismu po smrti V. I. Lenina (1924–1970). In: JOVČUK, M. T.; OJZERMAN, T. I.; ŠČIPANOV, I. J. Dějiny filosofie. 2., přepracované vyd. Praha: Svoboda. S. 596–610.
- , 1955. Stručný filosofický slovník (původním názvem: Краткий философский словарь). Redakce : Pavel Judin, Mark Rozental; překlad : J. Bauer aj. 1. vyd. Praha: SNPL. Dostupné online. Kapitola „MENŠEVISUJÍCI IDEALISMUS”, s. 307.

v cizích jazycích
- MITIN, Mark; YUDIN, Pavel. Struggle on Two Fronts in Philosophy: Against Mechanism and Menshevik Idealism [online]. 1933 [cit. 2023-12-19]. Translated by Anton P. Dostupné online. (anglicky)
- , 1934. Глава 5. Борьба на два фронта в философии. In: МИТИН, М. Диалектический материализм. Moskva: ОГИЗ, СОЦЭКГИЗ. Dostupné online. Kapitola 5.4. «Меньшевиствующий идеализм», s. 279–308. (rusky)

#### Sekundární
- БАТЫГИН, Г.С.; ДЕВЯТКО, И.Ф., 1993b. Советское философское сообщество в сороковые годы: Почему был запрещен третий том «Истории философии»?. Вестник Российской академии наук. Roč. 63, čís. 7. Dostupné v archivu pořízeném z originálu dne 2020-10-18. (rusky) Archivováno 18. 10. 2020 na Wayback Machine.
- КОРШУНОВ, Н. Б.. Так называемый «меньшевиствующий идеализм» в аспекте философских дискуссий начала 30-х годов в СССР. Moskva, 2003. 248 s. Kandidátská disertace. Filozofická fakulta Moskevské státní univerzity. Vedoucí práce Alexej Pavlov.    (rusky)
- КОРШУНОВ, Н. Б., 2002. Так называемый «меньшевиствующий идеализм» в исследованиях историков русской философии (1951—2001). Философские науки. Čís. 6. (rusky)
- ОГУРЦОВ, А. П., 1989. Подавление философии. In: СЕНОКОСОВ, Ю. П. СУРОВАЯ ДРАМА НАРОДА: Ученые и публицисты о природе сталинизма. Moskva: Politizdat. Dostupné online. S. 353–374. (rusky)
- ЯХОТ, Иегошуа, 1991. Подавление философии в СССР (20-е — 30-е годы). Вопросы философии. Čís. 9, 10, 11. Перепечатано в журнале "Скепсис". Dostupné online [cit. 2023-10-09].
Překlad do angličtiny: YAKHOT, Yehoshua, 2012. The Suppression of Philosophy in the USSR (The 1920s and 1930s). Překlad : Frederick S. Choate. Oak Park (Michigan): Mehring Books. ix, 262 s. ISBN 1893638308. (anglicky) Originally published in Russian in 1981.